# Клејтон Марфи
Клејтон Марфи (енгл. Clayton Murphy; Гринвил; 26. фебруар 1995) је амерички тркач на средње стазе. Освојио је бронзану медаљу у трци на 800 м на Олимпијским играма 2016. Био је освајач златне медаље у трци на 800 м на Панамеричким играма одржаним 2015. 

## Одрастање и образовање
Клејтон Марфи је син Марка и Мелинде Марфи. Одрастао је у Њу Медисону, Охајо. Приликом похађања средње школе је почео да се бави атлетиком и крос трчањем.

## Каријера
Марфи је уписао Универзитет у Акрону у јесен 2013. Почео је да тренира са тимом колеџа Акрон Зипс. На митингу Средњеамеричке конференције (Mid-american conference - MAC) у дворани, Марфи је победио у трци на једну миљу и био је другопласирани у трци на 3000 м. Освојио је титулу у конференцији на отвореном на 1500 m. 
У фебруару 2015. је истрчао лични рекорд (а уједно и школски рекорд) од 4 минута и 39 секунди за трчање на миљу у дворани. Током националног дебитовања исте године на првенству прве NCAA дивизије у атлетици у дворани, освојио је треће место на 800 m са новим најбољим временом - 1:47,06.
На крају колеџ сезоне, учествовао је на првенству САД у атлетици на отвореном 2015. Постигао је личне рекорде у сваком колу и завршио такмичење на четвртом месту са временом 1:45,59 на 800 м. Ово му је донело избор за америчку екипу за Панамеричке игре. У свом међународном дебију – такође први пут у иностранству – освојио је златну медаљу.
Освојио је бронзаму медаљу на 800 m на Олимпијским играма у Рију 2016. са новим личним рекордом од 1:42,93, што је тада било пето најбрже време једног атлетичара која се такмичи под заставом САД.
2017. године се ридружио Nike Oregon пројекту и преселио се у Портланд у јесен 2017. да би тренирао у централном представништву компаније Nike.
У Насау, на Бахамима, на Светском пвенству у тркама штафета, победио је са америчком штафетом 4 Х 800 метара са временом 7:13,16.
На Светском првенству у Дохи 2019. заузео је последње 8. место у финалу трке на 800 метара. На Олимпијским играма у Токију 2020. заузео је последње 9. место у финалу трке на 800 метара.  На Светском првенству у Будимпешти 2023. заузео је укупно 33. место у трци на 800 метара.

## Приватно
Клејтон је упознао америчку спринтерку Аријану Вошингтон током Олимпијских игара 2016. у Рио де Жанеиру. Верили су се 2018. а вечали у Напа Долини 7. децембра 2019.